# Парау Богиј (Бакау)
Парау Богиј (рум. Pârâu Boghii) насеље је у Румунији у округу Бакау у општини Паргарешти. Oпштина се налази на надморској висини од 262 m.

## Становништво
Према подацима из 2002. године у насељу је живело 482 становника, од којих су сви румунске националности.